# Семёновка (Кущёвский район)
Семёновка — хутор в Кущёвском районе Краснодарского края.
Входит в состав Раздольненского сельского поселения.

## География
Хутор расположен в северной части Приазово-Кубанской равнины.

## Население
| 2002 | 2010 |
| ---- | ---- |
| 193  | ↘176 |

## Улицы
- ул. Восточная,
- ул. Мира,
- ул. Свободы.